# 聚龙村
聚龍村，位于中国广东省广州市荔湾区冲口街道芳村大道东聚兴大街。始建于清光绪五年（1879年），光绪十五年建成，由广东台山籍邝氏一族所建。是广州市区目前发现的唯一保存较完整的清末民居群。保留下来的19幢民居都是两层砖木楼房，基本形式是典型的粤中三间两廊式，经过向纵深方向发展，组合成民间所称的“三上三下”式楼房，具有浓郁的岭南建筑风格。 

## 介绍
原占地面积100亩，建房屋20幢，现时的21号于1914年增建。最东面建有学堂（已毁，现芳村区教工楼），村正南面有一广场（曾建冲口小学于2009年7月13日拆除恢复广场），外设围墙，南面东西角各设一更楼（已毁，东南更楼于2024年复建）。围墙正门有一横匾，上刻“聚龙”。建房挖地基时因冒出红硃石水，被风水先生称为“龙出血”而得名。民国时期此地划入24乡，聚龙成为24乡中最小的一条村而改名为“聚龙村”。此横匾据初步了解被埋藏在中排倒塌了的第三幢房“文革”时挖的防空洞内。
全村20幢房屋全部座北向南，成井字形规划排列，东西向三条街巷（现只存二条，北面一条已被广州柴油机厂占有），南北向八条共十一条街巷。由南到北，第一排建房七幢，中排七幢（由东起第三幢已倒塌），后排六幢（由东起第一幢已倒塌），现存仅18幢和后增建的21号楼。
按现时实地丈量，聚龙村东西长度93.35米,南北长度56.55米，占地面积5278.9平方米；楼房每幢使用面积第一排289平方米、第二排216.2平方米，第三排200平方米。

## 产权
聚龙村是由邝氏族四大家族所有。
- 鄺其照，曾任清末驻美商务外交官员和教育部官员，清光绪十二年（1886年）六月，《广报》的创办人，为广州市最早一份的报刊。产业有3、4、11和中排倒塌的一幢共四幢。
- 邝伍臣，是清末民初广州有名的富商，在广州创办邝美南兄弟鞋厂和天元茶楼（现清平饭店前身）。产业有5、10、12、15、16、18共六幢。
- 邝衡石，是清末民初广州有名的富商，在香港创办“丽兴金铺”，被省港澳人士称为“黄金巨子”。产业有2、6、7、8、9、17、20、21共八幢。
- 邝明觉，清末民初广州有名的富商，在广州商业闹市太平南路购置商业楼宇10幢，其中最著名的商铺“中美大药房”。产业有1、13、14共三幢。